# Patrick Schwarzenegger
Patrick Schwarzenegger (Los Angeles, Kalifornia, 1993. szeptember 18. –) amerikai színész és modell. Arnold Schwarzenegger és Maria Shriver fia.

## Fiatalkora
Schwarzenegger a kaliforniai Los Angelesben született és nőtt fel. Maria Shriver újságíró és író, valamint Arnold Schwarzenegger osztrák származású testépítő, színész és Kalifornia volt kormányzójának idősebb fia. Schwarzenegger az anyja révén a Kennedy család tagja; John F. Kennedy amerikai elnök, valamint Robert F. Kennedy és Ted Kennedy amerikai szenátorok unokaöccse. Schwarzeneggernek van két idősebb nővére, Katherine és Christina, egy öccse, Christopher és egy fiatalabb apai féltestvére, Joseph Baena. Anyai nagyszülei Eunice Kennedy Shriver aktivista, valamint Sargent Shriver diplomata és politikus voltak.
Schwarzenegger osztrák-amerikai kettős állampolgársággal rendelkezik, mivel az apja révén osztrák származású.

## Magánélete
Schwarzenegger 2014 novemberétől 2015 áprilisáig együtt volt Miley Cyrus színésznővel és énekesnővel.
A Brentwood-i középiskolában tanult, és színészi magánórákat vett Nancy Bankstől. 2012-ben érettségizett a Dél-Kaliforniai Egyetemen, és a USC Marshall School of Business diplomáját a filmművészet szakán végzett 2016 májusában. Patrick Schwarzenegger a Lambda Chi Alpha testvériség tagja volt.

## Filmográfia

### Film
| Év   | Magyar cím                                  | Eredeti cím                           | Szerep                  | Magyar hang     |
| ---- | ------------------------------------------- | ------------------------------------- | ----------------------- | --------------- |
| 2006 | Lúzer SC                                    | The Benchwarmers                      | Jock Kid játékos        |                 |
| 2012 | Bízz a szerelemben                          | Stuck in Love                         | Glen                    | Joó Gábor       |
| 2013 | Nagyfiúk 2.                                 | Grown Ups 2                           | Cooper, diákszövetséges | Márkus Sándor   |
| 2015 | Cserkészkézikönyv zombiapokalipszis esetére | Scouts Guide to the Zombie Apocalypse | Jeff                    | Markovics Tamás |
| 2016 | Kedves Eleanor                              | Dear Eleanor                          | Bud                     | Czető Roland    |
| 2016 |                                             | Prettyface (rövidfilm)                | Paul                    |                 |
| 2017 |                                             | Go North                              | Caleb                   |                 |
| 2018 | Éjjeli napfény                              | Midnight Sun                          | Charlie Reed            | Czető Roland    |
| 2018 | Éjjeli napfény                              | Midnight Sun                          | Charlie Reed            | Markovics Tamás |
| 2019 |                                             | Daniel Isn't Real                     | Daniel                  |                 |
| 2020 |                                             | Echo Boomers                          | Lance Zutterland        |                 |
| 2021 | Moxie, avagy a vagány csajok visszavágnak   | Moxie                                 | Mitchell Wilson         | Czető Roland    |

### Televízió

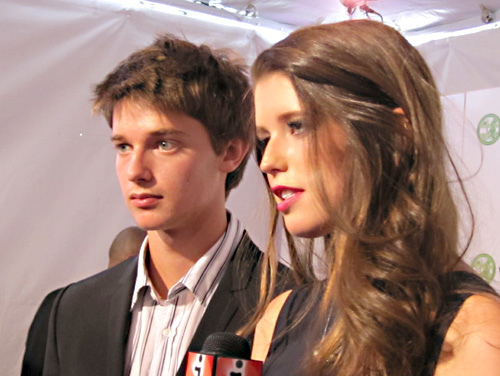
Schwarzenegger és nővére, Katherine, 2010 októberében

| Év   | Magyar cím                       | Eredeti cím        | Szerep                   | Megjegyzések                                   |
| ---- | -------------------------------- | ------------------ | ------------------------ | ---------------------------------------------- |
| 2015 | Scream Queens – Gyilkos történet | Scream Queens      | Thad Radwell             | 1 epizód                                       |
| 2017 | Hosszú út hazáig                 | The Long Road Home | Ben Hayhurst őrmester    | minisorozat (8 epizód)                         |
| 2022 | Az utolsó lépcsőfok              | The Staircase      | Todd Peterson            | minisorozat magyar hangja Moser Károly         |
| 2022 | A végső lista                    | The Terminal List  | Donny Mitchell           | 3 epizód                                       |
| 2023 | V generáció                      | Gen V              | Luke Riordan / Aranyifjú | visszatérő szereplő magyar hangja Ertl Zsombor |

### Videóklipek
| Év   | Előadó                       | Cím         | Szerep |
| ---- | ---------------------------- | ----------- | ------ |
| 2013 | Ariana Grande feat. Big Sean | Right There | Romeo  |

## Fordítás
- Ez a szócikk részben vagy egészben  a   Patrick Schwarzenegger című angol Wikipédia-szócikk ezen változatának fordításán alapul.  Az eredeti cikk szerkesztőit annak laptörténete sorolja fel. Ez a jelzés csupán a megfogalmazás eredetét és a szerzői jogokat jelzi, nem szolgál a cikkben szereplő információk forrásmegjelöléseként.